# Emblemariopsis ruetzleri
Emblemariopsis ruetzleri is een straalvinnige vissensoort uit de familie van snoekslijmvissen (Chaenopsidae). De wetenschappelijke naam van de soort is voor het eerst geldig gepubliceerd in 1997 door Tyler & Tyler.